# Tierce coulée
El tierce coulée, en música, es un adorno poco frecuente, representado por una barra en diagonal entre dos notas entre las que hay una tercera (hacia la izquierda o la derecha). También aparece como una curva que las une.
La interpretación del tierce coulée consiste en tocar la nota de abajo y la del medio como mordente, y luego tocar la nota de arriba y la de abajo a la vez.
- Datos: Q6146604